# Shibata (Miyagi)
Pour les articles homonymes, voir Shibata (homonymie).
Shibata (柴田町, Shibata-machi) est un bourg du district de Shibata, dans la préfecture de Miyagi au Japon.

## Géographie

### Localisation
Shibata est situé dans le sud de la préfecture de Miyagi.

### Démographie
Au 1er décembre 2014, la population de Shibata s'élevait à 39 160 habitants répartis sur une superficie de 53,98 km2.

### Hydrographie
Shibata est traversé par la rivière Shiroishi et bordé par le fleuve Abukuma au sud-est.

## Histoire
Le bourg de Shibata a été créé le 1er avril 1956 de la fusion des anciens bourgs de Funaoka et Tsukinoki.

## Transports
Shibata est desservi par les lignes Tōhoku (gares de Funaoka et Tsukinoki) et Abukuma Express (gares de Tsukinoki et Higashi-Funaoka).

## Jumelage
Shibata est jumelé avec :
- Assis Chateaubriand (Brésil),
- Danyang (Chine)